# 조력 발전

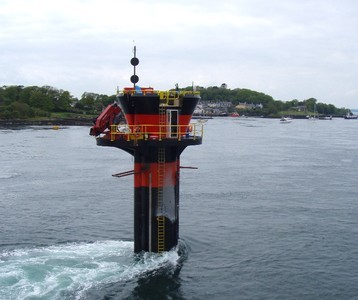

조력 발전(潮力發電)은 바다의 밀물과 썰물의 차이를 이용해 전기를 생산하는 것이다. 조석현상으로 인해 해면 높이의 차이가 생기게 되고 이 과정에서 발생하는 위치에너지의 차이를 전력으로 변환하는 발전방식이다. 조석발전이라고도 한다.
기본 원리는 조류가 밀려드는 동안 수문이 열려 저수지가 채워지고, 만조(滿潮)일 때는 수문이 닫힌다. 유입한 바닷물을 높은곳의 저수지에 가두어 두었다가, 간조(干潮)와 같이 터빈을 작동시킬 만큼 충분한 낙차(落差)를 얻을 때 물을 방수하여 발전기를 회전시키는 원리이다. 즉 저수지로 흘러들어온 조류로 터빈을 작동시켜 발전하는 방식이므로 조력 발전이라고 부른다.
실제적으로는 조차가 큰 강 하구나 만에 방조제를 건설하여 조지를 만들고 방조제 안과 밖의 수위차를 이용하여 발전한다. 발전 방식은 대체로 수력 발전과 비슷하다. 위치에너지는 조지의 면적과 조차의 제곱에 비례한다.

## 발전원리
조력 에너지는 지구의 해양 조수에서 가져온다. 조석력은 천체가 가하는 중력의 주기적인 변화로 인해 발생한다. 이러한 힘은 전 세계 바다에서 해당 운동 또는 해류를 생성한다. 그 결과 지구가 자전함에 따라 해수면이 주기적으로 변한다. 이러한 변화는 지구의 자전과 달의 지구 주위 궤도의 일관된 패턴으로 인해 매우 규칙적이고 예측 가능하다. 이 운동의 크기와 변화는 지구에 대한 달과 태양의 변화하는 위치, 지구 자전의 영향, 해저와 해안선의 지역 지형을 반영한다.
조력 발전은 지구-달 시스템의 궤도 특성에 내재된 에너지를 사용하는 유일한 기술이며 지구-태양 시스템에서는 그 정도가 덜한다. 인간의 기술에 의해 이용되는 다른 자연 에너지는 화석 연료, 기존의 수력 발전, 풍력, 바이오 연료, 파력 및 태양 에너지를 포함하여 태양으로부터 직간접적으로 유래한다. 원자력은 지구의 핵분열성 원소 광물 매장지를 이용하는 반면, 지열 발전은 행성 부착의 잔류 열(약 20%)과 방사성 붕괴를 통해 생성된 열(80%)의 조합에서 발생하는 지구의 내부 열을 활용한다.
조력 발전기는 조수 흐름을 전기로 변환한다. 더 큰 조석 변화와 더 높은 조석 조류 속도는 조력 발전 현장의 잠재력을 극적으로 증가시킬 수 있다. 한편, 조력 에너지는 높은 신뢰성, 우수한 에너지 밀도 및 높은 내구성을 가지고 있다.
지구의 조수는 궁극적으로 달과 태양간의 중력 상호작용과 지구의 자전에 기인하기 때문에 조력은 실질적으로 무궁무진하므로 재생 가능 에너지 자원으로 분류된다. 조수의 움직임은 지구-달 시스템에서 기계적 에너지의 손실을 유발한다. 이것은 해안선 주변의 자연적 제한을 통해 물을 펌핑하고 결과적으로 해저와 난기류에서 점성 소산으로 인해 발생하였다. 이러한 에너지 손실로 인해 지구가 형성된 이래 4억년 동안 지구의 자전이 느려졌다. 지난 5억 6천200만년 동안 지구의 자전 주기(하루의 길이)는 21.9시간에서 24시간으로 증가했다.  이 기간 동안 지구-달 시스템은 회전 에너지의 17%를 잃었다. 조력은 시스템에서 추가 에너지를 사용하지만, 그 효과는 무시할 수 있으며 가까운 장래에 눈에 띄지 않을 것이다.

## 조력발전 분류
조력발전은 크게 한방향 발전인 단류식과 양방향 발전인 복류식으로 구분되며, 발전시기가 밀물 또는 썰물이냐에 따라 다시 창조식과 낙조식으로 분류된다.
- 창조식: 밀물시 외해와 호수의 수위차를 이용해 발전을 하고 썰물시 호수의 물을 방류하는 발전 방식.
- 낙조식: 밀물시 호수를 채운 후, 썰물시 호수와 외해의 수위차를 이용하여 발전하는 방식.

## 조력 발전의 유망성
조력 발전은 입지조건이 제한되는데, 에너지원이 무제한·무한정이고 공해의 원인이 되지 않기 때문에 장차 유망한 발전방법이다. 그 지역에서 많은 양의 전기를 얻을 수 있긴 하지만, 조석 간만의 차가 큰 지역으로 한정되어 입지조건이 까다롭고, 조위의 변화가 1년 동안 균일하지 않으며, 조위가 일정한 시간대에서는 발전이 되지 않으며, 시설 기반 비용이 비싼 탓에 채산성이 떨어지는 단점이 있다.
건설이 검토되고 있는 곳으로는 미국 북부의 파사마쿼디만, 최대조차가 약 16m인 캐나다 펀디만, 프랑스의 생미셸만 등 외에 아르헨티나·러시아 등이 있으며, 구소련의 키스라야만 등은 건설공사가 진행되고 있는 것으로 알려져 있다.

## 세계의 조력 발전소
본격적인 조력발전소가 건설되어 가동하기 시작한 것은 제2차 세계대전 이후이다. 세계 최초의 조력 발전소는 1966년 프랑스에 완공된 랑스조력발전소이다. 24MW용량의 발전기가 10대 설치되어, 총 240MW급 복류식 조력 발전소이다. 1969년 구소련은 백해(白海) 부근에 약 1,000kW 용량의 키슬라야 구바 조력발전소를 건설했다. 1984년 캐나다에 아나폴리스 로얄 단류식 조력발전소가 완공했으며, 발전용량은 2만kw이다.

## 대한민국의 조력 발전소
한편 대한민국에서는 한국수자원공사가 시화호 방조제에 총 시설 용량 254MW급의 조력 발전소를 지었다. 현재 2023년말 기준으로, 시화호조력발전소가 세계 최대규모의 조력 발전소이며, 세계에 몇 안되는 조력 발전소중 하나이다.
또한, 520MW급의 가로림만 조력 발전소도 2011년 착공 및 2014년 완공을 계획하고 있었다. 하지만 2016년 7월 28일 대한민국 해양수산부에서 가로림만을 해양보호구역으로 지정하였다. 따라서 자연스럽게 가로림조력발전소계획도 백지화되었다.

## 같이 보기
- 해양 에너지